# Герб села Вузлового
Герб Вузлового — офіційний символ села Вузлове Шептицького району Львівської області. Затверджений 30 червня 2000 року сесією сільської ради.
Автор проекту — А. Гречило. 

## Опис
У зеленому полі срібний андріївський хрест, перед ним — золотий ведмідь на задніх лапах, із червоним язиком і пазурами. 
Щит увінчано червоною міською короною, що вказує на село, яке давніше було містечком.

## Зміст
Андріївський хрест уособлює назви поселення – сучасну Вузлове (як дві дороги, що на перетині мають «вузол») та стару Холоїв (як початкова літера). Ведмідь вказує, що давнє містечко виникло серед густих лісів. Зелений колір характеризує місцеву природу.